# Lac Maricourt (rivière Macho)
Pour les articles homonymes, voir Maricourt.
Le lac Maricourt est un plan d'eau douce traversé par la rivière Macho, dans la partie Nord-Est du territoire de Senneterre (ville), dans la municipalité régionale de comté (MRC) de La Vallée-de-l'Or, dans la région administrative du Abitibi-Témiscamingue, dans la province de Québec, au Canada.
Le lac Maricourt est situé entièrement dans le canton de Maricourt. La foresterie constitue la principale activité économique du secteur. Les activités récréotouristiques arrivent en second.
Le bassin versant du lac Maricourt est accessible grâce à une route forestière (sens Est-Ouest) qui passe sur le côté Nord du lac Maricourt, passant dans la Réserve de biodiversité projetée du Lac Wetetnagami ; en sus, une autre route forestière (sens Est-Ouest) dessert la partie Sud de cette Réserve et le côté Ouest du lac Maricourt.
La surface du lac Maricourt est habituellement gelée du début novembre à la mi-mai, toutefois la circulation sécuritaire sur la glace se fait généralement de la mi-novembre à la mi-avril.

## Géographie
Le lac Maricourt comporte une longueur totale de 11,8 km et une largeur maximale de 2,0 km. La surface de ce lac est une altitude : 393 m comme plusieurs autres plans d’eau environnants. Sa forme en longueur constitue un élargissement de la rivière Macho qui coule vers le Sud-Ouest jusqu’au lac Berthelot (rivière Mégiscane) ; ce dernier étant traversé vers le Sud-Ouest par la rivière Mégiscane.
L’embouchure du lac Maricourt est localisée du côté Sud-Ouest du lac. De là, le courant de la rivière Macho traverse au sud-ouest un segment de 0,5 km qui se raccorde à la rive nord du lac Berthelot (rivière Mégiscane). Cette embouchure du lac Maricourt est à :
- 2,7 km au Nord de l’embouchure de la rivière Macho ;
- 5,7 km au Nord-Est de l’embouchure du lac Berthelot (rivière Mégiscane) lequel est traversé par la rivière Mégiscane ;
- 77,3 km au Nord-Est de l’embouchure de la rivière Mégiscane (confluence avec le lac Parent (Abitibi) ;
- 361,8 km au Sud-Est de l’embouchure de la rivière Nottaway (confluence avec la Baie de Rupert) ;
- 86,6 km au Nord-Est du centre-ville de Senneterre (ville) ;
- 83,8 km au Sud-Est du centre du village de Lebel-sur-Quévillon[1].

Les principaux bassins versants voisins du lac Maricourt sont :
- côté nord : rivière Macho, rivière Closse ;
- côté est : rivière Closse, rivière Mégiscane, lac Misères, lac Mégiscane, lac Canusio ;
- côté sud : lac Berthelot (rivière Mégiscane), rivière Mégiscane, rivière Whitegoose, lac Mégiscane ;
- côté ouest : rivière Achepabanca Nord-Est, lac Achepabanca, rivière Delestres.

## Toponymie
L’hydronyme « lac Maricourt » est lié à celui du canton de Maricourt. Le terme « Maricourt » constitue un patronyme de famille d’origine française et est une commune de France.
Le toponyme « lac Maricourt » a été officialisé le 5 décembre 1968 par la Commission de toponymie du Québec, soit lors de sa création.